# J.C. Jacobsen (teolog)
 For alternative betydninger, se J.C. Jacobsen (flertydig). (Se også artikler, som begynder med J.C. Jacobsen)
Johannes Christian Jacobsen (født 6. marts 1862 i Hvornum ved Hobro, død 10. september 1948) var en dansk teolog.
Jacobsen blev student 1880 og cand. theol. 1885. 1888—89 foretog han en rejse til udlandet med studieophold i Göttingen og Erlangen, og 1891 udnævntes han efter forudgående konkurrence til professor i gammeltestamentlig teologi ved universitetet. I denne stilling optog og fortsatte han det arbejde, som forgængeren, Frantz Buhl, en halv snes år tidligere havde begyndt på, at bane vej for den moderne videnskabelige betragtning af det Gamle Testamente, og han har sikkert øvet en betydelig indflydelse på størstedelen af de teologer, som er udgåede fra universitetet i decennierne omkring forrige århundredeskifte. Han har hovedæren for indførelsen af den såkaldte laboratorieundervisning ved det teologiske studium, og hans forelæsninger og øvelser har for mange været en ypperlig vejledning i metodisk videnskabeligt arbejde. Sammen med biskop Gabriel Koch besørgede han den 1907 autoriserede revision af oversættelsen af det Nye Testamente, og han var medarbejder ved Buhls gammeltestamentlige oversættelse; han er desuden forfatter til Daniels Bog og de nyere Sprogundersøgelser (1900), Om Døden og Dødsriget i det gamle Testamente (1911), Den gammeltestamentlige Theologi som theologisk Disciplin (1912) samt til de kirkepolitiske
småskrifter: Om Symboler og Symbolforpligtelse (1906) og Retssagen mod Pastor Arboe Rasmussen (1913). I 1916 blev han Dr. theol. honoris causa.